# 假美小膜盖蕨
假美小膜盖蕨（学名：Araiostegia beddomei），为骨碎补科小膜盖蕨属下的一个植物种。